# Slovenska Bistrica
Slovenska Bistrica – miasto w Słowenii, siedziba gminy Slovenska Bistrica. W 2018 roku liczyło 8016 mieszkańców.
Jest położona w północno-wschodniej części kraju, u podnóża pasma Pohorja. Przebiega przez nią autostrada z Mariboru do Lublany. Miasto stanowi regionalne centrum gospodarcze. Miejscowa gospodarka opiera się na przemyśle drzewnym i metalowym.
Pierwsza historyczna wzmianka pochodzi z 1313 roku.